# 特魯多柳比夫卡 (布拉特西克區)
47°50′8″N 31°45′58″E / 47.83556°N 31.76611°E
特魯多柳比夫卡（烏克蘭語：Трудолюбівка），是烏克蘭南部的村莊，隸屬尼古拉耶夫州的沃茲涅先斯克區。該村面積0.39平方公里，海拔高度140米，2001年人口98，人口密度每平方公里249.4人。